# SEAT Leon
De SEAT Leon is een vijf-deurs hatchback van het automerk SEAT die wordt gebouwd in de SEAT-fabriek in Martorell, Spanje. De SEAT Leon is genoemd naar de Spaanse stad León.

## Eerste generatie (1M, 1998-2006)
De eerste Leon werd gebouwd in 1999 en was ontworpen door Giorgetto Giugiaro. De wagen had hetzelfde onderstel als de Volkswagen Golf IV maar met een afstelling die meer op sportiviteit was gericht. De SEAT was toen verkrijgbaar met een benzinemotor (1.4, 1.6, 1.8 en 1.8 met turbo) of met een dieselmotor(1.9 SDI of TDI), waarbij de TDI eerst met twee en later met vier vermogens te verkrijgen was. Er waren vier uitrustingsniveaus: Stella, S, Signo en Sport. Na de sportieve 1.8 T 20V Sport met 180 pk welke in Nederland alleen in 2000 en 2001 optioneel met vierwielaandrijving was te verkrijgen werd in 2001 het sportieve karakter verder in de verf gezet met de Cupra 4, een atmosferische 2.8 VR6-motor met vierwielaandrijving die een vermogen van 204 pk kon opwekken. Een jaar later volgde het topmodel van het sportieve gamma in de vorm van de Cupra R met een 1.8 turbomotor met 210 pk. Bij dit model was ten opzichte van de Cupra 4 het wagengewicht extra laag gehouden en werd het onderstel stevig onderhanden genomen door SEAT Sport, de afdeling die ook verantwoordelijk is voor SEATs raceaspiraties op het circuit. Dit resulteerde onder andere in een veranderde geometrie van de voorwielophanging en een compleet nieuwe achteras met onafhankelijke draagarmen wat van deze Leon een alom geprezen stuurmansauto maakte. In hetzelfde jaar kwamen ook liefhebbers van snelle diesels aan de beurt, er kwam een 1.9 TDI met 150 pk bij in het gamma. In 2003 besloot SEAT de afstand tussen de Cupra 4 en de Cupra R verder te vergroten door de laatste uit te rusten met de meest krachtige variant van de 1.8 viercilinder in lijn met turbo uit de schappen van moeder VAG met een vermogen van 225 pk, bekend uit onder andere de Audi S3. De sportversies waren allemaal handgeschakeld met 6 versnellingen.

### Motoren

#### Benzine
| Leon Hatchback  | Leon Hatchback | Leon Hatchback | Leon Hatchback | Leon Hatchback | Leon Hatchback | Leon Hatchback                           | Leon Hatchback | Leon Hatchback | Leon Hatchback |
| Type            | Motor          | Motor          | Motor          | Vermogen       | Koppel         | Transmissie                              | 0–100 km/h     | Topsnelheid    | Jaartal        |
| Type            | Inhoud         | Cilinders      | Kleppen        | Vermogen       | Koppel         | Transmissie                              | 0–100 km/h     | Topsnelheid    | Jaartal        |
| --------------- | -------------- | -------------- | -------------- | -------------- | -------------- | ---------------------------------------- | -------------- | -------------- | -------------- |
| 1.4             | 1390 cm³       | 4-in-lijn      | 16V            | 75 pk          | 126 Nm         | handgeschakelde 5-bak                    | 14,6 s         | 170 km/h       | 1999 - 2005    |
| 1.6             | 1595 cm³       | 4-in-lijn      | 8V             | 100 pk         | 145 Nm         | handgeschakelde 5-bak / 4-traps automaat | 11,3 / 13,1 s  | 188 / 184 km/h | 1999 - 2000    |
| 1.6 16V         | 1598 cm³       | 4-in-lijn      | 16V            | 105 pk         | 148 Nm         | handgeschakelde 5-bak                    | 10,9 s         | 192 km/h       | 2000 - 2006    |
| 1.8 20V         | 1781 cm³       | 4-in-lijn      | 20V            | 125 pk         | 170 Nm         | handgeschakelde 5-bak / 4-traps automaat | 10,3 / 12,5 s  | 200 / 197 km/h | 1999 - 2005    |
| 1.8 20VT        | 1781 cm³       | 4-in-lijn      | 20V            | 180 pk         | 235 Nm         | handgeschakelde 6-bak                    | 7,7 s          | 229 km/h       | 1999 - 2005    |
| 1.8 20VT Sport4 | 1781 cm³       | 4-in-lijn      | 20V            | 180 pk         | 235 Nm         | handgeschakelde 6-bak                    | 7,7 s          | 224 km/h       | 2000 - 2001    |
| 1.8 T Cupra R   | 1781 cm³       | 4-in-lijn      | 20V            | 210 pk         | 270 Nm         | handgeschakelde 6-bak                    | 7,0 s          | 237 km/h       | 2001 - 2002    |
| 1.8 T Cupra R   | 1781 cm³       | 4-in-lijn      | 20V            | 225 pk         | 280 Nm         | handgeschakelde 6-bak                    | 6,9 s          | 242 km/h       | 2002 - 2005    |
| 2.8 Cupra4      | 2792 cm³       | VR6            | 24V            | 204 pk         | 270 Nm         | handgeschakelde 6-bak                    | 7,3 s          | 235 km/h       | 2001 - 2004    |

#### Diesel
| Leon Hatchback | Leon Hatchback | Leon Hatchback | Leon Hatchback | Leon Hatchback | Leon Hatchback | Leon Hatchback        | Leon Hatchback | Leon Hatchback | Leon Hatchback |
| Type           | Motor          | Motor          | Motor          | Vermogen       | Koppel         | Transmissie           | 0–100 km/h     | Topsnelheid    | Jaartal        |
| Type           | Inhoud         | Cilinders      | Kleppen        | Vermogen       | Koppel         | Transmissie           | 0–100 km/h     | Topsnelheid    | Jaartal        |
| -------------- | -------------- | -------------- | -------------- | -------------- | -------------- | --------------------- | -------------- | -------------- | -------------- |
| 1.9 SDI        | 1896 cm³       | 4-in-lijn      | 8V             | 68 pk          | 133 Nm         | handgeschakelde 5-bak | 17,7 s         | 160 km/h       | 1999 - 2005    |
| 1.9 TDI        | 1896 cm³       | 4-in-lijn      | 8V             | 90 pk          | 210 Nm         | handgeschakelde 5-bak | 12,7 s         | 180 km/h       | 1999 - 2005    |
| 1.9 TDI        | 1896 cm³       | 4-in-lijn      | 8V             | 100 pk         | 240 Nm         | handgeschakelde 5-bak | 12,1 s         | 188 km/h       | 2005 - 2005    |
| 1.9 TDI        | 1896 cm³       | 4-in-lijn      | 8V             | 110 pk         | 235 Nm         | handgeschakelde 5-bak | 10,7 s         | 193 km/h       | 1999 - 2005    |
| 1.9 TDI        | 1896 cm³       | 4-in-lijn      | 8V             | 130 pk         | 310 Nm         | handgeschakelde 6-bak | 9,8 s          | 205 km/h       | 2002 - 2005    |
| 1.9 TDI        | 1896 cm³       | 4-in-lijn      | 8V             | 150 pk         | 320 Nm         | handgeschakelde 6-bak | 8,9 s          | 215 km/h       | 2000 - 2005    |
| 1.9 TDI Cupra4 | 1896 cm³       | 4-in-lijn      | 8V             | 150 pk         | 320 Nm         | handgeschakelde 6-bak | 9,1 s          | 211 km/h       | 2001 - 2003    |

## Tweede generatie (1P, 2005-2009)
De tweede generatie Leon kwam in 2005 op de markt. Hij volgt de stijl die men ook terugvindt in de SEAT Altea. In 2006 kwam de SEAT Leon Cupra op de markt met een direct ingespoten 2,0-liter TFSI motor met turbo. In de Cupra levert hij een vermogen van 240 pk en wordt tevens gebruikt in de Audi S3. De 2,0-liter Cupra 310 levert 310 pk 420 Nm. Van deze Cupra zijn er honderd uitgebracht en apart aangepakt voor meer vermogen en koppel.
De auto is verkrijgbaar met de benzinemotoren 1.4 (86 pk) en 1.4 TSI (125 pk), een 1.6 (102 pk), een 1.8 TSI(160 pk) een 2.0 (150 pk), een 2.0 TFSI van 185 pk (Sport-Up), 200 pk (FR), 240 pk (Cupra), 285 pk (Copa Edición) en 310 pk (Cupra R 310). De 2.0 is een direct ingespoten motor (FSI). De 2.0 is zowel met als zonder turbo leverbaar. De dieselrijder heeft de keuze tussen een 1.9 TDI (105 pk) en een 2.0 TDI (140 pk en 170 pk).
Er zijn acht uitrustingsniveaus: Basis, Reference, Sport, Stylance, Sport-Up, FR, Business Line en de Cupra (afkorting van Cup Racing). De 1.4 TSI, 1.8 TSI en 2.0 versies, zowel diesel als benzine, krijgen zes versnellingen, handgeschakeld of automaat.

### Copa Edition
In 2008 werd er een speciale versie gepresenteerd, de SEAT Leon Copa Edition. De Copa Edition is een straatversie van de SEAT Leon Supercopa uit de SEAT Leon Cup en werd in een gelimiteerde oplage van 55 stuks geproduceerd. Hij heeft ook een 2.0 TFSI motor alleen levert deze in de Copa Edition een vermogen van 285 pk, bijna even veel als de Supercopa die 300 pk heeft. Het koppel bedraagt 360 Nm, 60 Nm meer dan de Cupra. De bodykit van auto komt van SEATs sportafdeling en omvat een aantal spoilers, nieuwe bumpers met achter twee grote uitlaten en 18 inch velgen.

### Motoren

#### Benzine
| Leon Hatchback        | Leon Hatchback | Leon Hatchback | Leon Hatchback | Leon Hatchback | Leon Hatchback | Leon Hatchback                            | Leon Hatchback | Leon Hatchback | Leon Hatchback |
| Type                  | Motor          | Motor          | Motor          | Vermogen       | Koppel         | Transmissie                               | 0–100 km/h     | Topsnelheid    | Jaartal        |
| Type                  | Inhoud         | Cilinders      | Kleppen        | Vermogen       | Koppel         | Transmissie                               | 0–100 km/h     | Topsnelheid    | Jaartal        |
| --------------------- | -------------- | -------------- | -------------- | -------------- | -------------- | ----------------------------------------- | -------------- | -------------- | -------------- |
| 1.4                   | 1390 cm³       | 4-in-lijn      | 16V            | 85 pk          | 130 Nm         | handgeschakelde 5-bak                     | 13,7 s         | 172 km/h       | 2007 - 2009    |
| 1.6                   | 1595 cm³       | 4-in-lijn      | 8V             | 102 pk         | 148 Nm         | handgeschakelde 5-bak                     | 11,7 s         | 184 km/h       | 2005 - 2009    |
| 1.4 TSI               | 1390 cm³       | 4-in-lijn      | 16V            | 125 pk         | 200 Nm         | handgeschakelde 6-bak                     | 9,8 s          | 197 km/h       | 2007 - 2009    |
| 2.0 FSI               | 1984 cm³       | 4-in-lijn      | 16V            | 150 pk         | 200 Nm         | handgeschakelde 6-bak / 6-traps tiptronic | 8,8 / 9,4 s    | 210 / 208 km/h | 2005 - 2009    |
| 1.8 TSI               | 1798 cm³       | 4-in-lijn      | 16V            | 160 pk         | 250 Nm         | handgeschakelde 6-bak                     | 8,3 s          | 213 km/h       | 2007 - 2009    |
| 2.0 TFSI Sport-Up     | 1984 cm³       | 4-in-lijn      | 16V            | 185 pk         | 270 Nm         | handgeschakelde 6-bak                     | 7,8 s          | 221 km/h       | 2006 - 2007    |
| 2.0 TFSI FR           | 1984 cm³       | 4-in-lijn      | 16V            | 200 pk         | 280 Nm         | handgeschakelde 6-bak / 6-DSG             | 7,3 / 7,2 s    | 229 / 229 km/h | 2007 - 2009    |
| 2.0 TFSI Cupra        | 1984 cm³       | 4-in-lijn      | 16V            | 240 pk         | 300 Nm         | handgeschakelde 6-bak                     | 6,4 s          | 247 km/h       | 2007 - 2009    |
| 2.0 TFSI Copa Edition | 1984 cm³       | 4-in-lijn      | 16V            | 285 pk         | 350 Nm         | handgeschakelde 6-bak                     | 5,7 s          | 254 km/h       | 2008 - 2009    |
| 2.0 TFSI Cupra 310    | 1984 cm³       | 4-in-lijn      | 16V            | 310 pk         | 420 Nm         | handgeschakelde 6-bak                     | 5,7 s          | 259 km/h       | 2007 - 2009    |

#### Diesel
| Leon Hatchback    | Leon Hatchback | Leon Hatchback | Leon Hatchback | Leon Hatchback | Leon Hatchback | Leon Hatchback                | Leon Hatchback | Leon Hatchback | Leon Hatchback |
| Type              | Motor          | Motor          | Motor          | Vermogen       | Koppel         | Transmissie                   | 0–100 km/h     | Topsnelheid    | Jaartal        |
| Type              | Inhoud         | Cilinders      | Kleppen        | Vermogen       | Koppel         | Transmissie                   | 0–100 km/h     | Topsnelheid    | Jaartal        |
| ----------------- | -------------- | -------------- | -------------- | -------------- | -------------- | ----------------------------- | -------------- | -------------- | -------------- |
| 1.9 TDI           | 1896 cm³       | 4-in-lijn      | 8V             | 90 pk          | 210 Nm         | handgeschakelde 5-bak         | 13,3 s         | 174 km/h       | 2007 - 2009    |
| 1.9 TDI           | 1896 cm³       | 4-in-lijn      | 8V             | 105 pk         | 250 Nm         | handgeschakelde 5-bak / 6-DSG | 11,3 / 11,7 s  | 185 / 185 km/h | 2005 - 2008    |
| 1.9 TDI Ecomotive | 1896 cm³       | 4-in-lijn      | 8V             | 105 pk         | 250 Nm         | handgeschakelde 5-bak         | 10,6 s         | 186 km/h       | 2008 - 2009    |
| 2.0 TDI           | 1968 cm³       | 4-in-lijn      | 16V            | 136 pk         | 320 Nm         | handgeschakelde 6-bak / 6-DSG | 9,3 / 9,3 s    | 205 / 205 km/h | 2005 - 2007    |
| 2.0 TDI           | 1968 cm³       | 4-in-ljin      | 16V            | 140 pk         | 320 Nm         | handgeschakelde 6-bak / 6-DSG | 9,3 / 9,3 s    | 205 / 205 km/h | 2005 - 2009    |
| 2.0 TDI DPF       | 1968 cm³       | 4-in-lijn      | 8V             | 140 pk         | 320 Nm         | handgeschakelde 6-bak / 6-DSG | 9,3 / 9,3 s    | 205 / 205 km/h | 2007 - 2009    |
| 2.0 TDI FR DPF    | 1968 cm³       | 4-in-lijn      | 16V            | 170 pk         | 350 Nm         | handgeschakelde 6-bak         | 7,8 s          | 214 km/h       | 2006 - 2009    |

## Tweede generatie na facelift (1P, 2009-2012)
De facelift van de tweede generatie Leon kwam in 2009 op de markt. Deze facelift moest hem weer in de lijn laten lopen met de SEAT Ibiza en SEAT Exeo. Er is ook een SEAT Leon Cupra R op de markt met een direct ingespoten 2,0-liter TSI motor met turbo. In de Cupra R levert hij een vermogen van 265 pk en hij haalt een gelimiteerde topsnelheid van 250 km/h.
De auto is verkrijgbaar met de benzinemotoren 1.4 (86 pk), een 1.2 TSI (105 pk), een 1.4 TSI(125 pk), een 1.8 TSI (160 pk), een 2.0 TSI van 211 pk (FR), 240 pk (Cupra) en 265 pk (Cupra R). De 2.0 TSI is een direct ingespoten motor met turbo. De dieselrijder heeft de keuze tussen een 1.6 TDI (105 pk) en een 2.0 TDI (140 pk en 170 pk).
Er zijn acht uitrustingsniveaus: Basis, Reference, Style, Sport, FR, Business Line (High) en de Cupra (R) (afkorting van Cup Racing).
Juni 2012: De huidige Leon-serie liep ten einde. Hierdoor waren in Nederland alleen nog de uitvoeringen: Copa, Copa Business, FR en de Cupra R beschikbaar. Deze was standaard uitgerust met Bi-Xenon, Adaptive Front Lighting en ledverlichting achter. De nieuwe Leon kwam medio 2013 uit.

### Motoren

#### Benzine
| Leon Hatchback  | Leon Hatchback | Leon Hatchback | Leon Hatchback | Leon Hatchback | Leon Hatchback | Leon Hatchback                | Leon Hatchback | Leon Hatchback | Leon Hatchback |
| Type            | Motor          | Motor          | Motor          | Vermogen       | Koppel         | Transmissie                   | 0–100 km/h     | Topsnelheid    | Jaartal        |
| Type            | Inhoud         | Cilinders      | Kleppen        | Vermogen       | Koppel         | Transmissie                   | 0–100 km/h     | Topsnelheid    | Jaartal        |
| --------------- | -------------- | -------------- | -------------- | -------------- | -------------- | ----------------------------- | -------------- | -------------- | -------------- |
| 1.4             | 1390 cm³       | 4-in-lijn      | 16V            | 85 pk          | 130 Nm         | handgeschakelde 5-bak         | 14,1 s         | 172 km/h       | 2009 - 2012    |
| 1.6             | 1595 cm³       | 4-in-lijn      | 8V             | 102 pk         | 148 Nm         | handgeschakelde 5-bak         | 11,7 s         | 184 km/h       | 2009 - 2010    |
| 1.2 TSI         | 1197 cm³       | 4-in-lijn      | 8V             | 105 pk         | 175 Nm         | handgeschakelde 6-bak         | 10,9 s         | 187 km/h       | 2009 - 2012    |
| 1.4 TSI         | 1390 cm³       | 4-in-lijn      | 16V            | 125 pk         | 200 Nm         | handgeschakelde 6-bak         | 9,8 s          | 197 km/h       | 2009 - 2012    |
| 1.8 TSI         | 1798 cm³       | 4-in-lijn      | 16V            | 160 pk         | 250 Nm         | handgeschakelde 6-bak / 7-DSG | 7,9 /7,8 s     | 213 / 213 km/h | 2009 - 2012    |
| 2.0 TSI FR      | 1984 cm³       | 4-in-lijn      | 16V            | 211 pk         | 280 Nm         | handgeschakelde 6-bak / 6-DSG | 6,9 s /6,9     | 233 / 233 km/h | 2009 - 2012    |
| 2.0 TSI Cupra   | 1984 cm³       | 4-in-lijn      | 16V            | 241 pk         | 300 Nm         | handgeschakelde 6-bak         | 6,4 s          | 247 km/h       | 2009 - 2011    |
| 2.0 TSI Cupra R | 1984 cm³       | 4-in-lijn      | 16V            | 265 pk         | 350 Nm         | handgeschakelde 6-bak         | 6,2 s          | 250 km/h       | 2009 - 2012    |

#### Diesel
| Leon Hatchback | Leon Hatchback | Leon Hatchback | Leon Hatchback | Leon Hatchback | Leon Hatchback | Leon Hatchback                | Leon Hatchback | Leon Hatchback | Leon Hatchback |
| Type           | Motor          | Motor          | Motor          | Vermogen       | Koppel         | Transmissie                   | 0–100 km/h     | Topsnelheid    | Jaartal        |
| Type           | Inhoud         | Cilinders      | Kleppen        | Vermogen       | Koppel         | Transmissie                   | 0–100 km/h     | Topsnelheid    | Jaartal        |
| -------------- | -------------- | -------------- | -------------- | -------------- | -------------- | ----------------------------- | -------------- | -------------- | -------------- |
| 1.6 TDI        | 1598 cm³       | 4-in-lijn      | 16V            | 105 pk         | 250 Nm         | handgeschakelde 6-bak / 7-DSG | 11,5 / 11,7 s  | 190 / 185 km/h | 2010 - 2012    |
| 1.9 TDI        | 1896 cm³       | 4-in-lijn      | 8V             | 105 pk         | 250 Nm         | handgeschakelde 6-bak / 6-DSG | 10,9 / 11,7 s  | 186 /185 km/h  | 2009 - 2010    |
| 2.0 TDI        | 1968 cm³       | 4-in-lijn      | 16V            | 140 pk         | 320 Nm         | handgeschakelde 6-bak / 6-DSG | 9,3 / 9,3 s    | 205 / 205 km/h | 2009 - 2011    |
| 2.0 TDI        | 1968 cm³       | 4-in-lijn      | 16V            | 140 pk         | 320 Nm         | handgeschakelde 6-bak / 6-DSG | 9,5 /9,4 s     | 205 / 205 km/h | 2011 - 2012    |
| 2.0 TDI FR     | 1968 cm³       | 4-in-lijn      | 16V            | 170 pk         | 350 Nm         | handgeschakelde 6-bak / 6-DSG | 8,2 / 8,0 s    | 214 / 214 km/h | 2009 - 2012    |

## Derde generatie (5F, 2012-2017)
In 2012 werd de derde generatie SEAT Leon gelanceerd. De nieuwe Leon is vijf centimeter korter, 90 kilogram lichter en de wielbasis is zes centimeter langer. Verder is de vernieuwde Leon leverbaar met volledige ledverlichting, iets wat in deze klasse vrij uniek is. De vorige generatie blijft nog een tijdje geproduceerd naast het nieuwe model.
Van Euro NCAP kreeg de auto vijf sterren.

#### Leon ST
SEAT presenteerde op 23 juli 2013 de eerste beelden van de nieuwe Leon ST. Deze eerste stationwagon van de Leon is 27 centimeter langer dan de hatchback en biedt 587 liter bagageruimte. De achterbank is via de bagageruimte omlaag te klappen, waardoor een laadruimte ontstaat van 1470 liter. Om lange voorwerpen te vervoeren kan de leuning van de passagiersstoel voorin plat worden gelegd. De dubbele laadvloer is een andere praktische toevoeging. De SEAT Leon zelf werd op de IAA in Frankfurt gepresenteerd.

### Motoren

#### Benzine
| Leon SC           | Leon SC  | Leon SC   | Leon SC | Leon SC  | Leon SC | Leon SC                       | Leon SC       | Leon SC        | Leon SC     |
| Type              | Motor    | Motor     | Motor   | Vermogen | Koppel  | Transmissie                   | 0–100 km/h    | Topsnelheid    | Jaartal     |
| Type              | Inhoud   | Cilinders | Kleppen | Vermogen | Koppel  | Transmissie                   | 0–100 km/h    | Topsnelheid    | Jaartal     |
| ----------------- | -------- | --------- | ------- | -------- | ------- | ----------------------------- | ------------- | -------------- | ----------- |
| 1.2 TSI           | 1197 cm³ | 4-in-lijn | 16V     | 105 pk   | 175 Nm  | handgeschakelde 6-bak / 7-DSG | 10,0 / 10,0 s | 191 / 191 km/h | 2013 - 2014 |
| 1.2 TSI           | 1197 cm³ | 4-in-lijn | 16V     | 110 pk   | 175 Nm  | handgeschakelde 6-bak / 7-DSG | 10,0 / 10,0 s | 191 / 191 km/h | 2014 - 2015 |
| 1.0 ecoTSI        | 999 cm³  | 3-in-lijn | 12V     | 115 pk   | 200 Nm  | handgeschakelde 6-bak         | 9,5 s         | 202 km/h       | 2015 - 2017 |
| 1.4 TSI           | 1390 cm³ | 4-in-lijn | 16V     | 122 pk   | 200 Nm  | handgeschakelde 6-bak         | 9,1 s         | 202 km/h       | 2013 - 2014 |
| 1.4 TSI ACT       | 1395 cm³ | 4-in-lijn | 16V     | 140 pk   | 250 Nm  | handgeschakelde 6-bak         | 8,1 s         | 211 km/h       | 2013 - 2014 |
| 1.4 TSI ACT       | 1395 cm³ | 4-in-lijn | 16V     | 150 pk   | 250 Nm  | handgeschakelde 6-bak / 7-DSG | 7,9 / 7,9 s   | 215 / 215 km/h | 2014 - 2015 |
| 1.4 ecoTSI        | 1395 cm³ | 4-in-lijn | 16V     | 150 pk   | 250 Nm  | handgeschakelde 6-bak / 7-DSG | 7,9 / 7,9 s   | 215 / 215 km/h | 2015 - 2017 |
| 1.8 TSI           | 1798 cm³ | 4-in-lijn | 16V     | 180 pk   | 250 Nm  | handgeschakelde 6-bak / 7-DSG | 7,4 / 7,1 s   | 226 /224 km/h  | 2013 - 2017 |
| 2.0 TSI Cupra 280 | 1984 cm³ | 4-in-lijn | 16V     | 280 pk   | 350 Nm  | handgeschakelde 6-bak / 6-DSG | 5,8 / 5,7 s   | 250 / 250 km/h | 2014 - 2015 |
| 2.0 TSI Cupra 290 | 1984 cm³ | 4-in-lijn | 16V     | 290 pk   | 350 Nm  | handgeschakelde 6-bak / 6-DSG | 5,8 / 5,7 s   | 250 / 250 km/h | 2015 - 2017 |

| Leon Hatchback    | Leon Hatchback | Leon Hatchback | Leon Hatchback | Leon Hatchback | Leon Hatchback | Leon Hatchback                | Leon Hatchback | Leon Hatchback | Leon Hatchback |
| Type              | Motor          | Motor          | Motor          | Vermogen       | Koppel         | Transmissie                   | 0–100 km/h     | Topsnelheid    | Jaartal        |
| Type              | Inhoud         | Cilinders      | Kleppen        | Vermogen       | Koppel         | Transmissie                   | 0–100 km/h     | Topsnelheid    | Jaartal        |
| ----------------- | -------------- | -------------- | -------------- | -------------- | -------------- | ----------------------------- | -------------- | -------------- | -------------- |
| 1.2 TSI           | 1197 cm³       | 4-in-lijn      | 16V            | 86 pk          | 160 Nm         | handgeschakelde 6-bak         | 11,9 s         | 178 km/h       | 2013 - 2014    |
| 1.2 TSI           | 1197 cm³       | 4-in-lijn      | 16V            | 105 pk         | 175 Nm         | handgeschakelde 6-bak / 7-DSG | 10,2 / 10,2 s  | 191 / 191 km/h | 2013 - 2014    |
| 1.2 TSI           | 1197 cm³       | 4-in-lijn      | 16V            | 110 pk         | 175 Nm         | handgeschakelde 6-bak / 7-DSG | 10,2 / 10,2 s  | 191 / 191 km/h | 2014 - 2015    |
| 1.0 ecoTSI        | 999 cm³        | 3-in-lijn      | 12V            | 115 pk         | 200 Nm         | handgeschakelde 6-bak         | 9,6 s          | 202 km/h       | 2015 - 2017    |
| 1.4 TSI           | 1390 cm³       | 4-in-lijn      | 16V            | 122 pk         | 200 Nm         | handgeschakelde 6-bak         | 9,3 s          | 202 km/h       | 2013 - 2014    |
| 1.4 TSI ACT       | 1395 cm³       | 4-in-lijn      | 16V            | 140 pk         | 250 Nm         | handgeschakelde 6-bak         | 8,2 s          | 211 km/h       | 2013 - 2014    |
| 1.4 TSI ACT       | 1395 cm³       | 4-in-lijn      | 16V            | 150 pk         | 250 Nm         | handgeschakelde 6-bak / 7-DSG | 8,0 / 8,0 s    | 215 / 215 km/h | 2014 - 2015    |
| 1.4 ecoTSI        | 1395 cm³       | 4-in-lijn      | 16V            | 150 pk         | 250 Nm         | handgeschakelde 6-bak / 7-DSG | 8,0 / 8,0 s    | 215 / 215 km/h | 2015 - 2017    |
| 1.8 TSI           | 1798 cm³       | 4-in-lijn      | 16V            | 180 pk         | 250 Nm         | handgeschakelde 6-bak / 7-DSG | 7,5 / 7,2 s    | 226 / 224 km/h | 2013 - 2017    |
| 2.0 TSI Cupra 280 | 1984 cm³       | 4-in-lijn      | 16V            | 280 pk         | 350 Nm         | handgeschakelde 6-bak / 6-DSG | 5,8 / 5,7 s    | 250 / 250 km/h | 2014 - 2015    |
| 2.0 TSI Cupra 290 | 1984 cm³       | 4-in-lijn      | 16V            | 290 pk         | 350 Nm         | handgeschakelde 6-bak / 6-DSG | 5,8 / 5,7 s    | 250 / 250 km/h | 2015 - 2017    |

| Leon ST           | Leon ST  | Leon ST   | Leon ST | Leon ST  | Leon ST | Leon ST                       | Leon ST       | Leon ST        | Leon ST     |
| Type              | Motor    | Motor     | Motor   | Vermogen | Koppel  | Transmissie                   | 0–100 km/h    | Topsnelheid    | Jaartal     |
| Type              | Inhoud   | Cilinders | Kleppen | Vermogen | Koppel  | Transmissie                   | 0–100 km/h    | Topsnelheid    | Jaartal     |
| ----------------- | -------- | --------- | ------- | -------- | ------- | ----------------------------- | ------------- | -------------- | ----------- |
| 1.2 TSI           | 1197 cm³ | 4-in-lijn | 16V     | 86 pk    | 160 Nm  | handgeschakelde 6-bak         | 12,1 s        | 178 km/h       | 2014 - 2015 |
| 1.2 TSI           | 1197 cm³ | 4-in-lijn | 16V     | 105 pk   | 175 Nm  | handgeschakelde 6-bak / 7-DSG | 10,3 / 10,3 s | 191 / 191 km/h | 2013 - 2014 |
| 1.2 TSI           | 1197 cm³ | 4-in-lijn | 16V     | 110 pk   | 175 Nm  | handgeschakelde 6-bak / 7-DSG | 10,3 / 10,3 s | 191 / 191 km/h | 2014 - 2015 |
| 1.0 ecoTSI        | 999 cm³  | 3-in-lijn | 12V     | 115 pk   | 200 Nm  | handgeschakelde 6-bak         | 9,8 s         | 202 km/h       | 2015 - 2017 |
| 1.4 TSI           | 1390 cm³ | 4-in-lijn | 16V     | 122 pk   | 200 Nm  | handgeschakelde 6-bak         | 9,6 s         | 202 km/h       | 2014 - 2014 |
| 1.4 TSI           | 1390 cm³ | 4-in-lijn | 16V     | 125 pk   | 200 Nm  | handgeschakelde 6-bak         | 9,7 s         | 200 km/h       | 2015 - 2017 |
| 1.4 TSI ACT       | 1395 cm³ | 4-in-lijn | 16V     | 140 pk   | 250 Nm  | handgeschakelde 6-bak         | 8,4 s         | 211 km/h       | 2013 - 2014 |
| 1.4 TSI ACT       | 1395 cm³ | 4-in-lijn | 16V     | 150 pk   | 250 Nm  | handgeschakelde 6-bak / 7-DSG | 7,9 / 7,9 s   | 215 / 215 km/h | 2014 - 2015 |
| 1.4 ecoTSI        | 1395 cm³ | 4-in-lijn | 16V     | 150 pk   | 250 Nm  | handgeschakelde 6-bak / 7-DSG | 8,2 / 8,2 s   | 215 / 215 km/h | 2015 - 2017 |
| 1.8 TSI           | 1798 cm³ | 4-in-lijn | 16V     | 180 pk   | 250 Nm  | handgeschakelde 6-bak / 7-DSG | 7,8 / 7,7 s   | 226 / 224 km/h | 2013 - 2017 |
| 1.8 TSI 4-Drive   | 1798 cm³ | 4-in-lijn | 16V     | 180 pk   | 250 Nm  | 7-DSG                         | 7,2 s         | 221 km/h       | 2015 - 2018 |
| 2.0 TSI Cupra 280 | 1984 cm³ | 4-in-lijn | 16V     | 280 pk   | 350 Nm  | handgeschakelde 6-bak / 6-DSG | 6,1 / 6,0 s   | 250 / 250 km/h | 2014 - 2015 |
| 2.0 TSI Cupra 290 | 1984 cm³ | 4-in-lijn | 16V     | 290 pk   | 350 Nm  | handgeschakelde 6-bak / 6-DSG | 6,1 / 6,0 s   | 250 / 250 km/h | 2015 - 2017 |

#### Aardgas
| Leon Hatchback | Leon Hatchback | Leon Hatchback | Leon Hatchback | Leon Hatchback | Leon Hatchback | Leon Hatchback        | Leon Hatchback | Leon Hatchback | Leon Hatchback |
| Type           | Motor          | Motor          | Motor          | Vermogen       | Koppel         | Transmissie           | 0–100 km/h     | Topsnelheid    | Jaartal        |
| Type           | Inhoud         | Cilinders      | Kleppen        | Vermogen       | Koppel         | Transmissie           | 0–100 km/h     | Topsnelheid    | Jaartal        |
| -------------- | -------------- | -------------- | -------------- | -------------- | -------------- | --------------------- | -------------- | -------------- | -------------- |
| 1.4 TGI        | 1395 cm³       | 4-in-lijn      | 16V            | 110 pk         | 200 Nm         | handgeschakelde 6-bak | 9,3 s          | 202 km/h       | 2014-2017      |

| Leon ST | Leon ST  | Leon ST   | Leon ST | Leon ST  | Leon ST | Leon ST               | Leon ST    | Leon ST     | Leon ST   |
| Type    | Motor    | Motor     | Motor   | Vermogen | Koppel  | Transmissie           | 0–100 km/h | Topsnelheid | Jaartal   |
| Type    | Inhoud   | Cilinders | Kleppen | Vermogen | Koppel  | Transmissie           | 0–100 km/h | Topsnelheid | Jaartal   |
| ------- | -------- | --------- | ------- | -------- | ------- | --------------------- | ---------- | ----------- | --------- |
| 1.4 TGI | 1395 cm³ | 4-in-lijn | 16V     | 110 pk   | 200 Nm  | handgeschakelde 6-bak | 11,0 s     | 194 km/h    | 2014-2017 |

#### Diesel
| Leon SC | Leon SC  | Leon SC   | Leon SC | Leon SC  | Leon SC | Leon SC                       | Leon SC      | Leon SC        | Leon SC     |
| Type    | Motor    | Motor     | Motor   | Vermogen | Koppel  | Transmissie                   | 0–100 km/h   | Topsnelheid    | Jaartal     |
| Type    | Inhoud   | Cilinders | Kleppen | Vermogen | Koppel  | Transmissie                   | 0–100 km/h   | Topsnelheid    | Jaartal     |
| ------- | -------- | --------- | ------- | -------- | ------- | ----------------------------- | ------------ | -------------- | ----------- |
| 1.6 TDI | 1598 cm³ | 4-in-lijn | 16V     | 105 pk   | 250 Nm  | handgeschakelde 5-bak / 7-DSG | 10,7 /10,6 s | 192 / 191 km/h | 2013 - 2014 |
| 1.6 TDI | 1598 cm³ | 4-in-lijn | 16V     | 110 pk   | 250 Nm  | handgeschakelde 6-bak         | 10,4 s       | 194 km/h       | 2013 - 2017 |
| 2.0 TDI | 1968 cm³ | 4-in-lijn | 16V     | 150 pk   | 320 Nm  | handgeschakelde 6-bak / 6-DSG | 8,3 /8,3 s   | 215 / 211 km/h | 2013 - 2017 |
| 2.0 TDI | 1968 cm³ | 4-in-lijn | 16V     | 184 pk   | 380 Nm  | handgeschakelde 6-bak / 6-DSG | 7,4 / 7,4 s  | 228 / 226 km/h | 2013 - 2017 |

| Leon Hatchback | Leon Hatchback | Leon Hatchback | Leon Hatchback | Leon Hatchback | Leon Hatchback | Leon Hatchback                | Leon Hatchback | Leon Hatchback | Leon Hatchback |
| Type           | Motor          | Motor          | Motor          | Vermogen       | Koppel         | Transmissie                   | 0–100 km/h     | Topsnelheid    | Jaartal        |
| Type           | Inhoud         | Cilinders      | Kleppen        | Vermogen       | Koppel         | Transmissie                   | 0–100 km/h     | Topsnelheid    | Jaartal        |
| -------------- | -------------- | -------------- | -------------- | -------------- | -------------- | ----------------------------- | -------------- | -------------- | -------------- |
| 1.6 TDI        | 1598 cm³       | 4-in-lijn      | 16V            | 105 pk         | 250 Nm         | handgeschakelde 5-bak / 7-DSG | 10,7 / 10,5 s  | 192 / 194 km/h | 2013 - 2014    |
| 1.6 TDI        | 1598 cm³       | 4-in-lijn      | 16V            | 110 pk         | 250 Nm         | handgeschakelde 6-bak         | 10,7 s         | 195 km/h       | 2013 - 2017    |
| 2.0 TDI        | 1968 cm³       | 4-in-lijn      | 16V            | 150 pk         | 320 Nm         | handgeschakelde 6-bak / 6-DSG | 8,4 / 8,4 s    | 215 / 211 km/h | 2012 - 2017    |
| 2.0 TDI        | 1968 cm³       | 4-in-lijn      | 16V            | 184 pk         | 380 Nm         | handgeschakelde 6-bak / 6-DSG | 7,5 / 7,5 s    | 228 / 226 km/h | 2012 - 2017    |

| Leon ST           | Leon ST  | Leon ST   | Leon ST | Leon ST  | Leon ST | Leon ST                       | Leon ST       | Leon ST        | Leon ST     |
| Type              | Motor    | Motor     | Motor   | Vermogen | Koppel  | Transmissie                   | 0–100 km/h    | Topsnelheid    | Jaartal     |
| Type              | Inhoud   | Cilinders | Kleppen | Vermogen | Koppel  | Transmissie                   | 0–100 km/h    | Topsnelheid    | Jaartal     |
| ----------------- | -------- | --------- | ------- | -------- | ------- | ----------------------------- | ------------- | -------------- | ----------- |
| 1.6 TDI           | 1598 cm³ | 4-in-lijn | 16V     | 110 pk   | 250 Nm  | handgeschakelde 5-bak / 7-DSG | 10,9 / 11,0 s | 195 / 191 km/h | 2014 - 2017 |
| 1.6 TDI Ecomotive | 1598 cm³ | 4-in-lijn | 16V     | 110 pk   | 250 Nm  | handgeschakelde 6-bak         | 10,6 s        | 200 km/h       | 2014 - 2017 |
| 1.6 TDI 4-Drive   | 1598 cm³ | 4-in-lijn | 16V     | 110 pk   | 250 Nm  | handgeschakelde 6-bak         | 11,6 s        | 187 km/h       | 2015 - 2017 |
| 2.0 TDI           | 1968 cm³ | 4-in-lijn | 16V     | 150 pk   | 320 Nm  | handgeschakelde 6-bak / 6-DSG | 8,6 / 8,6 s   | 215 / 211 km/h | 2014 - 2017 |
| 2.0 TDI 4-Drive   | 1968 cm³ | 4-in-lijn | 16V     | 150 pk   | 320 Nm  | handgeschakelde 6-bak         | 8,7 s         | 208 km/h       | 2015 - 2017 |
| 2.0 TDI           | 1968 cm³ | 4-in-lijn | 16V     | 184 pk   | 380 Nm  | handgeschakelde 6-bak / 6-DSG | 7,8 / 7,8 s   | 228 / 226 km/h | 2014 - 2017 |
| 2.0 TDI 4-Drive   | 1968 cm³ | 4-in-lijn | 16V     | 184 pk   | 380 Nm  | 6-DSG                         | 7,1 s         | 224 km/h       | 2015 - 2017 |

## Derde generatie na facelift (5F, vanaf 2017)
In 2017 kreeg de SEAT Leon een kleine uiterlijke facelift. Naast de wijzigingen aan de voor- en achterbumper heeft de verlichting ook een kleine update gehad. Naast de nieuw vormgegeven full-LED koplampen zijn ook de mistlampen en richtingaanwijzers van LED voorzien. Het infotainmentsysteem is ook gewijzigd, de bediening hiervan gaat nu grotendeels via het scherm in plaats van met bedieningsknoppen. Er zijn er ook nieuwe veiligheidssystemen beschikbaar, o.a. adaptive cruise control met noodremfunctie en verkeersbordherkenning.
Verder heeft een motoren aanbod een update gehad. Er is een nieuwe 1.6 TDI met 115 pk beschikbaar.

#### Benzine
| Leon SC           | Leon SC  | Leon SC   | Leon SC | Leon SC  | Leon SC | Leon SC                       | Leon SC     | Leon SC        | Leon SC   |
| Type              | Motor    | Motor     | Motor   | Vermogen | Koppel  | Transmissie                   | 0–100 km/h  | Topsnelheid    | Jaartal   |
| Type              | Inhoud   | Cilinders | Kleppen | Vermogen | Koppel  | Transmissie                   | 0–100 km/h  | Topsnelheid    | Jaartal   |
| ----------------- | -------- | --------- | ------- | -------- | ------- | ----------------------------- | ----------- | -------------- | --------- |
| 1.8 TSI           | 1798 cm³ | 4-in-lijn | 16V     | 180 pk   | 250 Nm  | handgeschakelde 6-bak / 7-DSG | 7,4 / 7,1 s | 226 / 224 km/h | 2017-2018 |
| 2.0 TSI Cupra 300 | 1984 cm³ | 4-in-lijn | 16V     | 300 pk   | 380 Nm  | handgeschakelde 6-bak / 6-DSG | 5,7 / 5,6 s | 250 km/h       | 2017-2018 |
| 2.0 TSI Cupra 290 | 1984 cm³ | 4-in-lijn | 16V     | 290 pk   | 380 Nm  | handgeschakelde 6-bak / 6-DSG | 5,7 / 5,6 s | 250 km/h       | 2018-2018 |

| Leon Hatchback    | Leon Hatchback | Leon Hatchback | Leon Hatchback | Leon Hatchback | Leon Hatchback | Leon Hatchback                | Leon Hatchback | Leon Hatchback | Leon Hatchback |
| Type              | Motor          | Motor          | Motor          | Vermogen       | Koppel         | Transmissie                   | 0–100 km/h     | Topsnelheid    | Jaartal        |
| Type              | Inhoud         | Cilinders      | Kleppen        | Vermogen       | Koppel         | Transmissie                   | 0–100 km/h     | Topsnelheid    | Jaartal        |
| ----------------- | -------------- | -------------- | -------------- | -------------- | -------------- | ----------------------------- | -------------- | -------------- | -------------- |
| 1.0 ecoTSI        | 999 cm³        | 3-in-lijn      | 12V            | 115 pk         | 200 Nm         | handgeschakelde 6-bak / 7-DSG | 9,8 / 10,1 s   | 198 / 200 km/h | 2017-heden     |
| 1.5 TSI           | 1498 cm³       | 4-in-lijn      | 16V            | 130 pk         | 200 Nm         | handgeschakelde 6-bak         | 9,4 s          | 203 km/h       | 2018-heden     |
| 1.4 ecoTSI        | 1395 cm³       | 4-in-lijn      | 16V            | 150 pk         | 250 Nm         | handgeschakelde 6-bak / 7-DSG | 8,0 / 8,0 s    | 215 / 215 km/h | 2017-2018      |
| 1.5 TSI           | 1498 cm³       | 4-in-lijn      | 16V            | 150 pk         | 250 Nm         | handgeschakelde 6-bak / 7-DSG | 8,2 / 8,3 s    | 215 / 213 km/h | 2018-heden     |
| 1.8 TSI           | 1798 cm³       | 4-in-lijn      | 16V            | 180 pk         | 250 Nm         | handgeschakelde 6-bak / 7-DSG | 7,5 / 7,2 s    | 226 / 224 km/h | 2017-2018      |
| 2.0 TSI           | 1984 cm³       | 4-in-lijn      | 16V            | 190 pk         | 320 Nm         | 7-DSG                         | 7,2s           | 228 km/h       | 2018-heden     |
| 2.0 TSI Cupra 300 | 1984 cm³       | 4-in-lijn      | 16V            | 300 pk         | 380 Nm         | handgeschakelde 6-bak / 7-DSG | 5,8 / 5,7 s    | 250 / 250 km/h | 2017-2018      |
| 2.0 TSI Cupra 290 | 1984 cm³       | 4-in-lijn      | 16V            | 290 pk         | 380 Nm         | 7-DSG                         | 6,0 s          | 250 km/h       | 2018-heden     |

| Leon ST                  | Leon ST  | Leon ST   | Leon ST | Leon ST  | Leon ST | Leon ST                       | Leon ST       | Leon ST        | Leon ST    |
| Type                     | Motor    | Motor     | Motor   | Vermogen | Koppel  | Transmissie                   | 0–100 km/h    | Topsnelheid    | Jaartal    |
| Type                     | Inhoud   | Cilinders | Kleppen | Vermogen | Koppel  | Transmissie                   | 0–100 km/h    | Topsnelheid    | Jaartal    |
| ------------------------ | -------- | --------- | ------- | -------- | ------- | ----------------------------- | ------------- | -------------- | ---------- |
| 1.0 ecoTSI               | 999 cm³  | 3-in-lijn | 12V     | 115 pk   | 200 Nm  | handgeschakelde 6-bak / 7-DSG | 10,1 / 10,3 s | 200 / 195 km/h | 2017-heden |
| 1.4 TSI                  | 1395 cm³ | 4-in-lijn | 16V     | 125 pk   | 200 Nm  | handgeschakelde 6-bak / 7-DSG | 9,7 s         | 200 km/h       | 2017-2018  |
| 1.5 TSI                  | 1498 cm³ | 4-in-lijn | 16V     | 130 pk   | 200 Nm  | handgeschakelde 6-bak         | 9,5 s         | 207 km/h       | 2018-heden |
| 1.4 ecoTSI               | 1395 cm³ | 4-in-lijn | 16V     | 150 pk   | 250 Nm  | handgeschakelde 6-bak / 7-DSG | 8,2 s         | 215 km/h       | 2017-2018  |
| 1.5 TSI                  | 1498 cm³ | 4-in-lijn | 16V     | 150 pk   | 250 Nm  | handgeschakelde 6-bak / 7-DSG | 8,2 / 8,3 s   | 215 / 215 km/h | 2018-heden |
| 1.8 TSI                  | 1798 cm³ | 4-in-lijn | 16V     | 180 pk   | 250 Nm  | handgeschakelde 6-bak / 7-DSG | 7,8 / 7,7 s   | 226 / 224 km/h | 2017-2018  |
| 1.8 TSI 4DRIVE           | 1798 cm³ | 4-in-lijn | 16V     | 180 pk   | 250 Nm  | 7-DSG                         | 7,7 s         | 221 km/h       | 2017-2018  |
| 2.0 TSI                  | 1984 cm³ | 4-in-lijn | 16V     | 190 pk   | 320 Nm  | 7-DSG                         | 7,3s          | 231 km/h       | 2018-heden |
| 2.0 TSI Cupra 300        | 1984 cm³ | 4-in-lijn | 16V     | 300 pk   | 380 Nm  | handgeschakelde 6-bak / 7-DSG | 6,0 / 5,9 s   | 250 / 250 km/h | 2017-2018  |
| 2.0 TSI Cupra 300 4DRIVE | 1984 cm³ | 4-in-lijn | 16V     | 300 pk   | 380 Nm  | handgeschakelde 6-bak / 7-DSG | 4,9 s         | 250 km/h       | 2017-2018  |
| 2.0 TSI Cupra 290        | 1984 cm³ | 4-in-lijn | 16V     | 290 pk   | 380 Nm  | 7-DSG                         | 6,3 s         | 250 km/h       | 2018-heden |

#### Aardgas
| Leon Hatchback | Leon Hatchback | Leon Hatchback | Leon Hatchback | Leon Hatchback | Leon Hatchback | Leon Hatchback                | Leon Hatchback | Leon Hatchback | Leon Hatchback |
| Type           | Motor          | Motor          | Motor          | Vermogen       | Koppel         | Transmissie                   | 0–100 km/h     | Topsnelheid    | Jaartal        |
| Type           | Inhoud         | Cilinders      | Kleppen        | Vermogen       | Koppel         | Transmissie                   | 0–100 km/h     | Topsnelheid    | Jaartal        |
| -------------- | -------------- | -------------- | -------------- | -------------- | -------------- | ----------------------------- | -------------- | -------------- | -------------- |
| 1.4 TGI        | 1395 cm³       | 4-in-lijn      | 16V            | 110 pk         | 200 Nm         | handgeschakelde 6-bak         | 10,9 s         | 194 km/h       | 2017-2019      |
| 1.5 TGI        | 1498 cm³       | 4-in-lijn      | 16V            | 130 pk         | 200 Nm         | handgeschakelde 6-bak / 7-DSG | 10,1 / 9,9 s   | 206 / 206 km/h | 2019-heden     |

| Leon ST | Leon ST  | Leon ST   | Leon ST | Leon ST  | Leon ST | Leon ST                       | Leon ST       | Leon ST        | Leon ST    |
| Type    | Motor    | Motor     | Motor   | Vermogen | Koppel  | Transmissie                   | 0–100 km/h    | Topsnelheid    | Jaartal    |
| Type    | Inhoud   | Cilinders | Kleppen | Vermogen | Koppel  | Transmissie                   | 0–100 km/h    | Topsnelheid    | Jaartal    |
| ------- | -------- | --------- | ------- | -------- | ------- | ----------------------------- | ------------- | -------------- | ---------- |
| 1.4 TGI | 1395 cm³ | 4-in-lijn | 16V     | 110 pk   | 200 Nm  | handgeschakelde 6-bak         | 11,0 s        | 194 km/h       | 2017-2019  |
| 1.5 TGI | 1498 cm³ | 4-in-lijn | 16V     | 130 pk   | 200 Nm  | handgeschakelde 6-bak / 7-DSG | 10,1 / 10,0 s | 206 / 206 km/h | 2019-heden |

#### Diesel
| Leon SC | Leon SC  | Leon SC   | Leon SC | Leon SC  | Leon SC | Leon SC                       | Leon SC     | Leon SC        | Leon SC   |
| Type    | Motor    | Motor     | Motor   | Vermogen | Koppel  | Transmissie                   | 0–100 km/h  | Topsnelheid    | Jaartal   |
| Type    | Inhoud   | Cilinders | Kleppen | Vermogen | Koppel  | Transmissie                   | 0–100 km/h  | Topsnelheid    | Jaartal   |
| ------- | -------- | --------- | ------- | -------- | ------- | ----------------------------- | ----------- | -------------- | --------- |
| 2.0 TDI | 1968 cm³ | 4-in-lijn | 16V     | 184 pk   | 380 Nm  | handgeschakelde 6-bak / 6-DSG | 7,4 / 7,4 s | 228 / 226 km/h | 2017-2018 |

| Leon Hatchback | Leon Hatchback | Leon Hatchback | Leon Hatchback | Leon Hatchback | Leon Hatchback | Leon Hatchback                  | Leon Hatchback | Leon Hatchback | Leon Hatchback |
| Type           | Motor          | Motor          | Motor          | Vermogen       | Koppel         | Transmissie                     | 0–100 km/h     | Topsnelheid    | Jaartal        |
| Type           | Inhoud         | Cilinders      | Kleppen        | Vermogen       | Koppel         | Transmissie                     | 0–100 km/h     | Topsnelheid    | Jaartal        |
| -------------- | -------------- | -------------- | -------------- | -------------- | -------------- | ------------------------------- | -------------- | -------------- | -------------- |
| 1.6 TDI        | 1598 cm³       | 4-in-lijn      | 16V            | 115 pk         | 250 Nm         | handgeschakelde 6-bak / 7-DSG   | 9,8 / 10,2 s   | 197 / 197 km/h | 2017-heden     |
| 2.0 TDI        | 1968 cm³       | 4-in-lijn      | 16V            | 150 pk         | 340 Nm         | handgeschakelde 6-bak / 6/7-DSG | 8,5 / 8,4 s    | 215 / 211 km/h | 2017-heden     |
| 2.0 TDI        | 1968 cm³       | 4-in-lijn      | 16V            | 184 pk         | 380 Nm         | handgeschakelde 6-bak / 6/7-DSG | 7,5 / 7,5 s    | 228 / 226 km/h | 2017-2019      |

| Leon ST        | Leon ST  | Leon ST   | Leon ST | Leon ST  | Leon ST | Leon ST                         | Leon ST       | Leon ST        | Leon ST    |
| Type           | Motor    | Motor     | Motor   | Vermogen | Koppel  | Transmissie                     | 0–100 km/h    | Topsnelheid    | Jaartal    |
| Type           | Inhoud   | Cilinders | Kleppen | Vermogen | Koppel  | Transmissie                     | 0–100 km/h    | Topsnelheid    | Jaartal    |
| -------------- | -------- | --------- | ------- | -------- | ------- | ------------------------------- | ------------- | -------------- | ---------- |
| 1.6 TDI        | 1598 cm³ | 4-in-lijn | 16V     | 115 pk   | 250 Nm  | handgeschakelde 6-bak / 6/7-DSG | 10,6 / 10,6 s | 194 / 196 km/h | 2017-heden |
| 2.0 TDI        | 1968 cm³ | 4-in-lijn | 16V     | 150 pk   | 340 Nm  | handgeschakelde 6-bak / 6/7-DSG | 8,8 / 8,7 s   | 215 / 212 km/h | 2017-heden |
| 2.0 TDI        | 1968 cm³ | 4-in-lijn | 16V     | 184 pk   | 380 Nm  | handgeschakelde 6-bak / 6/7-DSG | 7,8 / 7,8 s   | 228 / 226 km/h | 2017-2019  |
| 2.0 TDI 4DRIVE | 1968 cm³ | 4-in-lijn | 16V     | 184 pk   | 380 Nm  | 6-DSG                           | 7,1 s         | 224 km/h       | 2017-2019  |

## Trivia
- De SEAT Leon was in 2010 een van de meest gestolen personenauto's van Nederland.[6]